# دمیتری تورسونوف
دمیتری تورسونوف (انگلیسی: Dmitry Tursunov؛ زادهٔ ۱۲ دسامبر ۱۹۸۲) یک تنیس‌باز اهل روسیه است.